# Peter Christiansen (roer)
 For alternative betydninger, se Peter Christiansen. (Se også artikler, som begynder med Peter Christiansen)
Peter Fich Christiansen (født 4. april 1941 på Frederiksberg) er en dansk tidligere roer.
Christiansen vandt (sammen med den fire år yngre Ib Ivan Larsen fra Lyngby) bronze i toer uden styrmand ved OL 1968 i Mexico City efter en finale, hvor den østtyske båd, roet af Jörg Lucke og Heinz-Jürgen Bothe, fik guld, mens amerikanerne Larry Hough og Philip Johnson fik sølv. Han deltog også ved både OL 1964 i Tokyo og OL 1972 i München.
Christiansen vandt EM-guld i toer uden styrmand ved EM 1965, som makker til Hans Jørgen Boye. Han fik bronze i samme i samme disciplin ved EM 1964 og EM 1969.

## OL-medaljer
- 1968:  Bronze i toer uden styrmand